# Saccodomus formivorus
Saccodomus formivorus Rainbow, 1900 è un ragno appartenente alla famiglia Thomisidae.
È l'unica specie nota del genere Saccodomus.

## Distribuzione
L'unica specie oggi nota di questo genere è stata rinvenuta nel Nuovo Galles del Sud (Australia)

## Tassonomia
Dal 1900 non sono stati esaminati altri esemplari, né sono state descritte sottospecie al 2014.